# 唐纳德·亚当
唐纳德·亚当（英語：Donald Adam，？—），新西兰男子赛艇运动员。他曾代表新西兰参加1950年大英帝国运动会赛艇比赛，获得男子八人单桨有舵手银牌。